# Вітошиці
Вітошиці (пол. Witoszyce, нім. Heinzendorf) — село в Польщі, у гміні Ґура Ґуровського повіту Нижньосілезького воєводства.
Населення — 492 особи (2011).
У 1975-1998 роках село належало до Лешненського воєводства.

## Демографія
Демографічна структура станом на 31 березня 2011 року:
|          | Загалом | Допрацездатний вік | Працездатний вік | Постпрацездатний вік |
| -------- | ------- | ------------------ | ---------------- | -------------------- |
| Чоловіки | 245     | 51                 | 173              | 21                   |
| Жінки    | 247     | 60                 | 141              | 46                   |
| Разом    | 492     | 111                | 314              | 67                   |